# Rondeletiola
Rondeletiola is een geslacht van weekdieren uit de familie Sepiolidae.

## Soorten
- Rondeletiola capensis (Voss, 1962)
- Rondeletiola minor (Naef, 1912)